# Incrucipulum ciliare
Incrucipulum ciliare (Schrad. ex J.F. Gmel.) Baral – gatunek grzybów z rodziny podkorzeniakowatych (Hysterangiaceae).

## Systematyka i nazewnictwo
Pozycja w klasyfikacji według Index Fungorum: Incrucipulum, Lachnaceae, Helotiales, Leotiomycetidae, Leotiomycetes, Pezizomycotina, Ascomycota, Fungi.
Po raz pierwszy opisali go w 1792 r. Heinrich Adolph Schrader i Johann Friedrich Gmelin, nadając mu nazwę Peziza ciliare. Obecną nazwę nadał mu Hans-Otto Baral w 1985 r.
Ma około 20 synonimów. Niektóre z nich:
- Hyalopeziza pulchella (Sacc.) Mussat 1901
- Lachnum ciliare (Schrad. ex J.F. Gmel.) Rehm 1893[2].

## Morfologia
Na liściach tworzy białe apotecja o średnicy poniżej 0,5 mm, pokryte białymi włoskami. Typowe włoski pokryte są białymi, silnie przyrośniętymi kryształkami. Zarodniki 18–24(27)/2,7–3 μm.
U Incrucipulum virtembergense włoski mają grubszą ścianę i jego zarodniki są mniejsze, ich długość nie przekracza 19 μm.

## Występowanie
Podano występowanie Incrucipulum ciliare głównie w Europie, poza nią we wschodniej części Ameryki Północnej i Japonii. W Polsce w 2003 r. m. A. Chmiel przytoczyła 4 stanowiska (jako Lachnum ciliare), w 2019 r. podano następne (również jako Lachnum ciliare). Bardziej aktualne stanowiska podaje internetowy atlas grzybów. znajduje się w nim na liście gatunków zagrożonych i wartych objęcia ochroną. Niewielkie rozmiary powodują, że jest trudny do dostrzeżenia i z tego powodu często pomijany.
Saprotrof występujący na opadłych liściach dębów (Qercus), buka i kasztana jadalnego.